# Leonīds Tambijevs
Leonids Tambijevs (Riga, 26 settembre 1970) è un ex hockeista su ghiaccio lettone.

## Carriera
Nel corso della sua carriera ha indossato, tra le altre, le maglie di Hvidovre IK (1995/96, 1996-1998), Lukko (1997-2000), Iserlohn Roosters (2000/01), Rødovre IK (2001/02), Tappara Tampere (2003/04), EHC Chur (2003-2005), EHC Basel (2005/06) e HC Merano (2006/07).
Con la nazionale lettone ha partecipato a due edizioni dei Giochi olimpici invernali (2002 e 2006) e a dieci edizioni dei campionati mondiali.